# 涪陵乌江二桥
涪陵乌江二桥是位于中华人民共和国重庆市涪陵区的一座斜拉橋，全长1100米，主跨340米，桥宽25.4米，大桥桥面为双向6车道。此桥位于乌江汇入长江的江口处约500m，东岸连接江东开发区，与涪(陵)丰(都)公路相连。西侧有匝道与涪陵老城区滨江大道相接。
乌江二桥于2004年开工，于2009年2月25日竣工，是自1989年涪陵烏江大橋建成后第二座乌江大桥。大桥总高度以及在同类高低塔、单索面的同类斜拉桥中跨度均为亚洲第一。